# Zoramia viridiventer
Zoramia viridiventer és una espècie de peix marí pertanyent a la família dels apogònids. L'epítet específic és un adjectiu compost del llatí viridis per a verd i venter per a panxa, ventre, en referència a la coloració verda del ventre, almenys en adults.

## Descripció
- Pot atènyer 4,2 cm de llargària màxima.
- Té 7 espines i 9 radis tous a l'aleta dorsal i 2 espines i 9 radis tous a l'anal.
- Té una banda ampla i fosca al costat del morro.
- Alguns exemplars presenten una tènue línia fosca a la base de les aletes dorsals.[3][1]

És un peix marí, pelàgic-nerític i de clima tropical que viu entre 0-50 m de fondària (normalment, entre 2 i 17) i que forma moles que es refugien entre coralls i esponges de llacunes i badies. Viu al Pacífic occidental central: Austràlia, Indonèsia, les illes Marshall, la Micronèsia, Palau, Papua Nova Guinea, Salomó i Vanuatu.
És inofensiu per als humans.